# 1381
Пізнє Середньовіччя •  Відродження •  Реконкіста •  Ганза •  Столітня війна •  Велика схизма •  Монгольська імперія

## Геополітична ситуація
Державу османських турків очолює султан Мурад I (до 1389). Імператором Візантії є Іоанн V Палеолог (до 1391). Вацлав IV є королем Богемії та Німеччини. У Франції почав правити Карл VI Божевільний (до 1422).
Апеннінський півострів розділений: північ належить Священній Римській імперії, середню частину займає Папська область, південь належить Неаполітанському королівству. Деякі міста півночі: Венеція, Піза, Генуя тощо, мають статус міст-республік. Триває боротьба гвельфів та гібелінів.
Майже весь Піренейський півострів займають християнські Кастилія і Леон, де править Хуан I (до 1390), Арагонське королівство та Португалія під правлінням Фернанду I (до 1383). Під владою маврів залишилися тільки землі на самому півдні.
Річард II править в Англії (до 1400). Королем Швеції є Альбрехт Мекленбурзький (до 1389), королем Данії та Норверії — Олаф IV. У Польщі та Угорщині королює Людвік I Великий (до 1382). У Литві княжить Кейстут (до 1382).
Руські землі перебувають під владою Золотої Орди. Триває війна за галицько-волинську спадщину між Польщею та Литвою.
У Києві княжить Володимир Ольгердович (до 1394). Володимирське князівство очолює московський князь Дмитро Донський.
Монгольська імперія займає більшу частину Азії, але вона розділена на окремі улуси. На заході євразійських степів править Золота Орда, що переживає період Великої Зам'ятні. У Семиріччі владу утримує емір Тамерлан. Іран роздроблений, окремі області в ньому контролюють родини як монгольського, так і перського походження.
У Єгипті владу утримують мамлюки, а Мариніди у Магрибі. У Китаї править династії Мін. Делійський султанат є наймогутнішою державою Індії. В Японії триває період Муроматі.
Цивілізація мая переживає посткласичний період. У долині Мехіко склалася цивілізація ацтеків. Почала зароджуватися цивілізація інків.

## Події

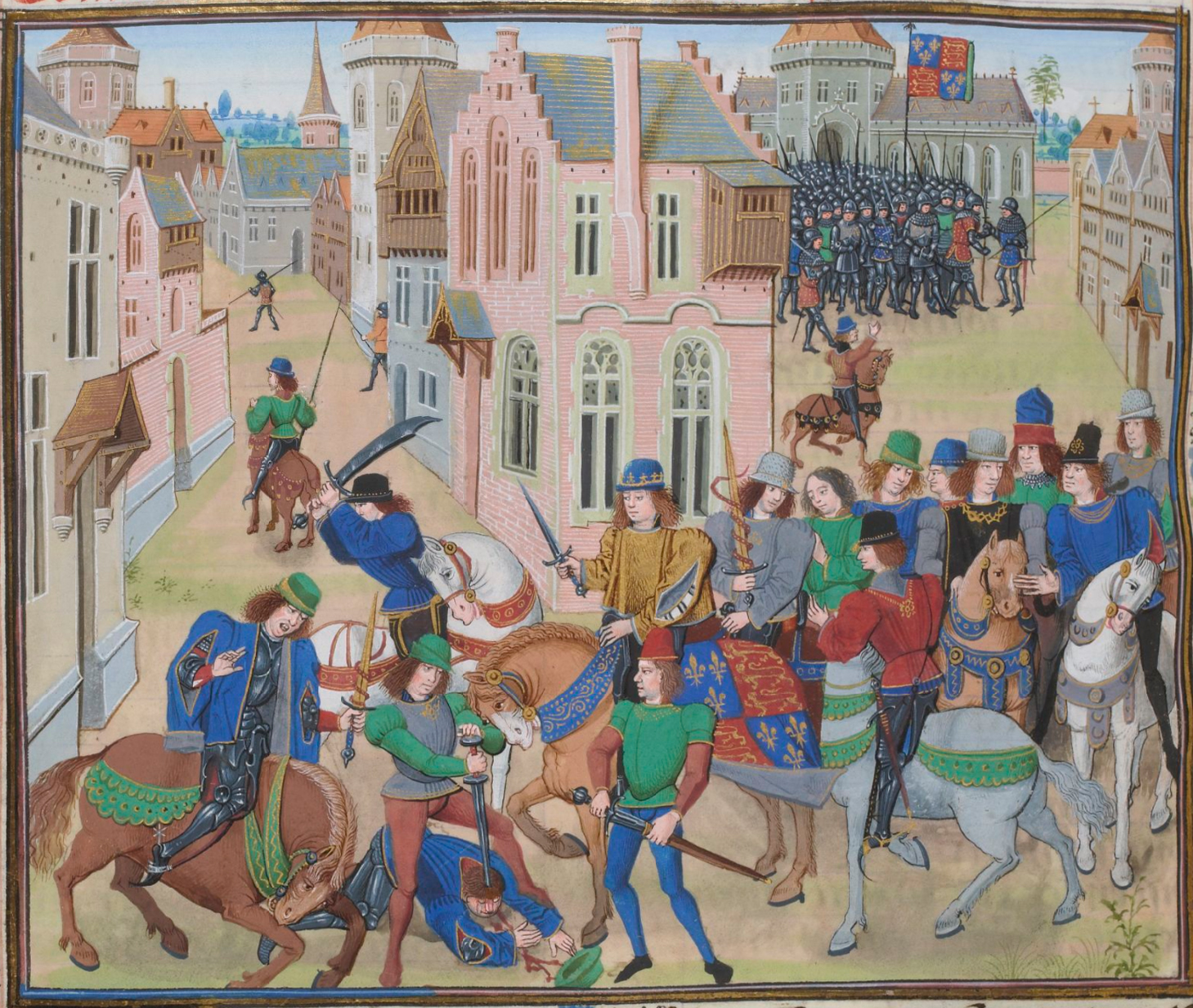
15 червня: Смерть Вота Тайлера. Хроніка Фруассара.

- Повністю згорів Львів, зокрема міські архіви.
- Кейстут відібрав титул Великого князя Литовського в свого небожа Ягайла. У князівстві розпочалася громадянська війна.
- В Англії відбулося й зазнало поразки селянське повстання, яке очолив Вот Тайлер. Безпосередньою причиною повстання було впровадження поголовного податку. Значну роль у формуванні ідеології бунту відіграв проповідник Джон Болл.
  - 13 червня селянська армія Вота Тайлера увійшла в Лондон, спалюючи урядові будинки, звільняючи в'язнів тюрем і убиваючи урядовців. Селянські заворушення в Англії почалися ще в 1340-х роках після епідемії бубонної чуми, котра привела до смерті третини населення і різкого зубожіння селян, і в 1380 році вилились у повстання селян Кенту та Ессексу, на чолі якого стояв Вот Тайлер із графства Кент. Захоплючи місто за містом, повстанці увійшли в Лондон і змусили до зустрічі 14-літнього короля Річарда ІІ, котрому Тайлер висловив свої вимоги — скасування кріпацтва і зняття обмежень на ринкову торгівлю. Король пообіцяв задовольнити їх, і 15 червня відбулась ще одна зустріч Тайлера і короля Річарда, на якій селянський ватажок зажадав конфіскації церковної власності. Мер Лондона вихопив меч і смертельно поранив Тайлера. За два дні королівські війська жорстоко придушили повстання, а король відмовився від виконання усіх своїх обіцянок. Голова Тайлера, настромлена на палю, ще протягом декількох тижнів була виставлена на одній з площ Лондона.
- Неаполь захопив Карл III, полонивши королеву Джованну I.
- Вигравши морську битву, Венеція здобула перемогу над Генуєю у війні за Кіоджу, що тривала три роки.
- Кастильський флот здобув перемогу над португальським поблизу Салтеса.
- У французькому Лангедоку спалахнуло повстання тюшенів.

## Народились
- Акамацу Міцусуке, японський самурайський полководець періоду Муроматі.